# 아이팟 터치 (6세대)
아이팟 터치(iPod Touch)는 2015년 7월 15일에 공개한 포터블 미디어 플레이어이다. 2015년 7월 15일 애플은 아이팟 터치 6세대를 공개했다. 별도의 공개 행사는 진행되지 않았으며, 홈페이지가 업데이트되었다. A8 칩과 기존 500백만 화소에서 업그레이드된 800만 화소의 카메라, iOS8 운영체제가 탑재되었다. 현재 iOS 10.3.3 업데이트가 가능하다. 또한 베타 프로그램을 신청하면 iOS11 GM버전을 사용할 수 있다.
2018년 11월 19일 기준 iOS12를 지원하며 iOS12를 지원하는 유일한 아이팟이다.